# Lexa (cantora)
Léa Cristina Lexa Araújo da Fonseca, mais conhecida como Lexa (Rio de Janeiro, 22 de fevereiro de 1995), é uma cantora, compositora e apresentadora brasileira.
Influenciada por músicos da família, iniciou sua carreira de forma independente, apresentando-se em bailes no Rio de Janeiro, sua cidade natal. Foi descoberta por produtores locais e ganhou projeção nacional com seu primeiro single, a canção "Posso Ser", lançada em dezembro de 2014. A canção se tornou uma das mais executadas nas rádios brasileiras em 2015. "Posso Ser" faz parte do EP de mesmo nome lançado por Lexa em março de 2015 e divulgado como uma prévia de seu primeiro disco de estúdio. Em setembro de 2015, a cantora lançou seu álbum de estreia, intitulado Disponível, que gerou cinco singles: "Posso Ser", "Para de Marra", "Disponível", "Pior que Sinto Falta" e "Fogo na Saia". Lexa experimentou um maior nível de reconhecimento em 2018 com o single "Sapequinha", certificado com diamante pela Pro-Música Brasil (PMB). A canção foi incluída no EP Só Depois do Carnaval (2019), que também contém a faixa-título e uma colaboração com Gloria Groove intitulada "Provocar".

## Início da vida e carreira
Lexa nasceu em Jacarepaguá, na Zona Oeste do Rio de Janeiro, mas passou sua vida morando no interior de São Paulo e também em Brasília e em Belém, tendo voltado a viver no Rio de Janeiro no final de sua adolescência. Lexa é filha da produtora musical Darlen de Nazaré Araújo, conhecida como Darlin Ferrattry, que lhe deu o apelido Lexa quando tinha três anos de idade, em homenagem à apresentadora Xuxa, de quem é fã, adicionando a letra X no meio de seu nome. Assim sendo, Léa virou Lexa, que, incentivada por músicos na família, compôs sua primeira música aos nove anos de idade.
Lexa não tem uma relação muito próxima com seu pai biológico, que separou-se de sua mãe quando ela e o irmão eram muito pequenos, e pouco se fazia presente. Desde criança foi criada por seu padrasto, o músico Cacau Júnior. Lexa é a irmã mais velha e tem dois irmãos: Isaac, nascido em 1997, e Isa, nascida em 2009. Ainda na infância, ela começou a fazer aulas de canto, piano e violão. A primeira apresentação de Lexa em cima de um palco aconteceu quando tinha 16 anos de idade, mas ainda não havia tido oportunidades para ter a música como seu único sustento. Por causa disso, continuou estudando e nesta época trabalhou como secretária em uma construtora de imóveis e como balconista em uma padaria.
Interessada pela área de exatas, ela foi aprovada aos 17 anos nos vestibulares de engenharia e matemática, conseguindo vaga na Universidade Federal do Rio de Janeiro (UFRJ). Porém, aos 19 anos, com o apoio da família, deixou a faculdade de matemática para dedicar-se profissionalmente à música, assim que teve uma oportunidade de se profissionalizar na área. Em uma entrevista, Lexa revelou: "Cantar sempre foi o meu
maior desejo. Eu estudei porque acho importante ter uma base, ter um lugar pra voltar, porque se não der certo, você tem que ter um plano b. Passei, tenho orgulho disso, porque era uma coisa que eu queria muito, mas mais do que isso eu queria realmente cantar." Em 2020, concluiu o curso superior em marketing.

## Carreira

### 2013–2015: Início eDisponível
Lexa começou a cantar profissionalmente em meados de 2013, quando atendia pelo nome artístico de MC Lexa e lançou um extended play (EP) promocional contendo três canções. Na época, passou a se apresentar em bailes funk no Rio de Janeiro. A cantora foi descoberta pelo produtor musical Batutinha, que, após assistí-la no YouTube, a apresentou para a empresária Kamilla Fialho, que a contratou através da agência K2L Empresariamento Artístico. Assim sendo, em dezembro de 2014 é lançado o primeiro single de Lexa, a canção "Posso Ser", que atingiu o Top 30 na parada Hot 100 Airplay, da Billboard Brasil, e se tornou a 93ª canção mais executada nas rádios brasileiras em 2015. O videoclipe da música levou 15 horas para ser gravado e contou com direção de Raoni Carneiro. Seu primeiro extended play (EP), intitulado Posso Ser, foi lançado em formato digital no dia 3 de março de 2015 contendo quatro canções, entre elas a faixa-título "Posso Ser", divulgada como primeiro single. No mês de abril é lançada a versão Premium do EP sob o selo da gravadora Som Livre, contendo uma faixa bônus intitulada "Deleta". Em junho, Lexa lançou a segunda música de trabalho do projeto, a canção "Para de Marra", cujo videoclipe foi lançado no mês seguinte e mostra a cantora e suas dançarinas num cenário urbano. Um viaduto desativado na Zona Norte do Rio de Janeiro foi usado como cenário para o videoclipe.
No dia 18 de setembro de 2015 é lançado o álbum de estreia da cantora, Disponível, contendo treze canções, incluindo as cinco faixas lançadas previamente no EP Posso Ser. Lexa, que assina como compositora em seis faixas do disco, explicou o título: "O nome do CD traduz o que estou vivendo nesse momento. Estou disponível para o trabalho, para os meus fãs, para quem quiser me conhecer." A faixa-título do álbum, "Disponível", foi lançada como terceiro single do disco no mesmo mês. Em 26 de outubro é liberado para as rádios o quarto single do álbum, a balada "Pior Que Sinto Falta", cujo videoclipe foi lançado no mesmo dia. A canção atingiu o Top 40 da parada Hot 100 Airplay, da Billboard Brasil. No dia 18 de novembro, Lexa recebeu o prêmio de Cantora Revelação na 14ª edição do Prêmio Jovem Brasileiro, onde também realizou uma performance da canção "Pior Que Sinto Falta". "Fogo na Saia" foi lançada como o quinto e último single do álbum Disponível. Em 12 de dezembro de 2015, a cantora deu início à turnê Disponível, com show de estreia realizado na cidade do Rio de Janeiro. Em 23 de dezembro de 2015 é lançado o videoclipe da canção "Fogo", single do funkeiro MC Guimê com participação de Lexa.

### 2016–presente: Lançamento desingles,Dancing BrasileSó Depois do Carnaval

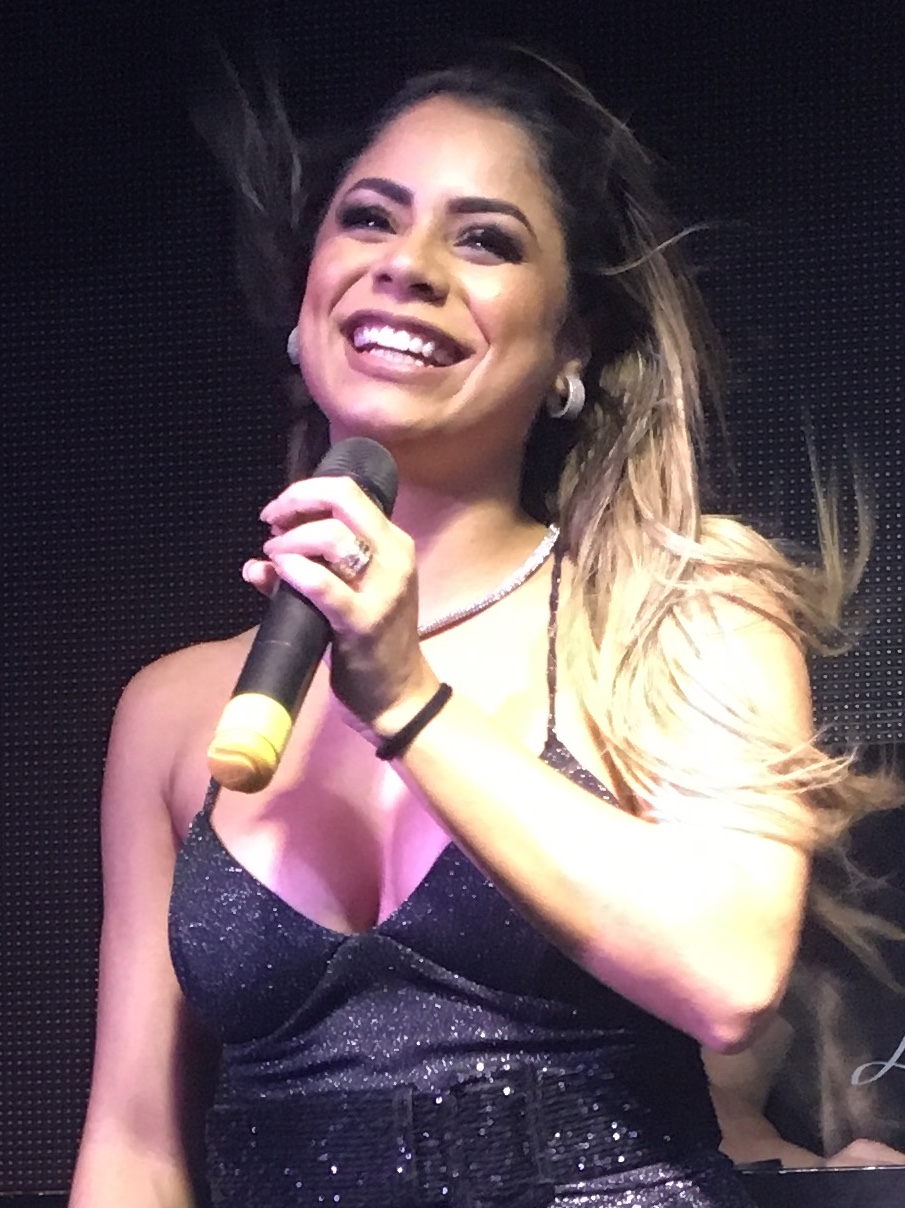
Lexa durante uma apresentação em agosto de 2019

No início de 2016, Lexa anunciou por meio de um comunicado enviado à imprensa que estava se desligando da K2L Empresariamento Artístico, escritório que a lançou no mercado musical. Ela disse que seguiria seu caminho "com uma equipe própria, formada por pessoas que confia e respeita". "Por questões legais, não poderei dar maiores detalhes sobre o acontecido. Minha maior paixão será sempre a música. Deus está no controle de tudo. Obrigada a todos pela compreensão e carinho", escreveu a artista. Após um acordo milionário, a batalha judicial entre Lexa e a produtora K2L foi encerrada. Em julho de 2016, Lexa lançou a canção "Se Eu Mandar". No dia 29 de novembro, a cantora lançou "Já É", cujo videoclipe foi divulgado no mesmo dia.
Em fevereiro de 2017, Lexa retomou a parceria profissional com o escritório K2L Empresariamento Artístico, que voltou a administrar sua carreira. Em abril de 2017, ela lançou o single "Vem Que Eu Tô Querendo". Em junho, ela foi anunciada como um dos competidores da segunda temporada do reality show Dancing Brasil, da RecordTV. Ela e seu parceiro, o bailarino profissional Lucas Teodoro, chegaram à final e terminaram a competição no terceiro lugar. No dia 25 de agosto de 2017, foi lançado o single "Movimento", composição de Lexa em parceria com Batutinha. A canção ganhou um remix com participação de Tati Zaqui, lançado em outubro. Nesse mesmo mês, Lexa apareceu ao lado de MC Guimê no seriado Vai que Cola, do canal Multishow, durante o episódio "Terapia de Casal".
Em março de 2018, ela lançou a canção "Foco Certo" em parceria com o cantor e rapper Rashid. Em agosto, lançou uma colaboração com MC Lan intitulada "Sapequinha". A canção foi certificada com diamante pela Pro-Música Brasil. Em novembro, Lexa lançou "Provocar", uma parceria com Gloria Groove. No dia 31 de janeiro de 2019, ela lançou o EP Só Depois do Carnaval, que inclui a faixa-título, lançada como single no mesmo mês, e os singles anteriores "Sapequinha" e "Provocar". Lexa apareceu como artista convidada na canção "Apimentadíssima", de Dennis DJ, enquanto lançou "Chama Ela", com participação de Pedro Sampaio, em agosto e setembro de 2019, respectivamente. Em novembro, ela apareceu no single "Combatchy", de Anitta, com participações de Luísa Sonza e MC Rebecca.

## Características musicais

### Estilo musical

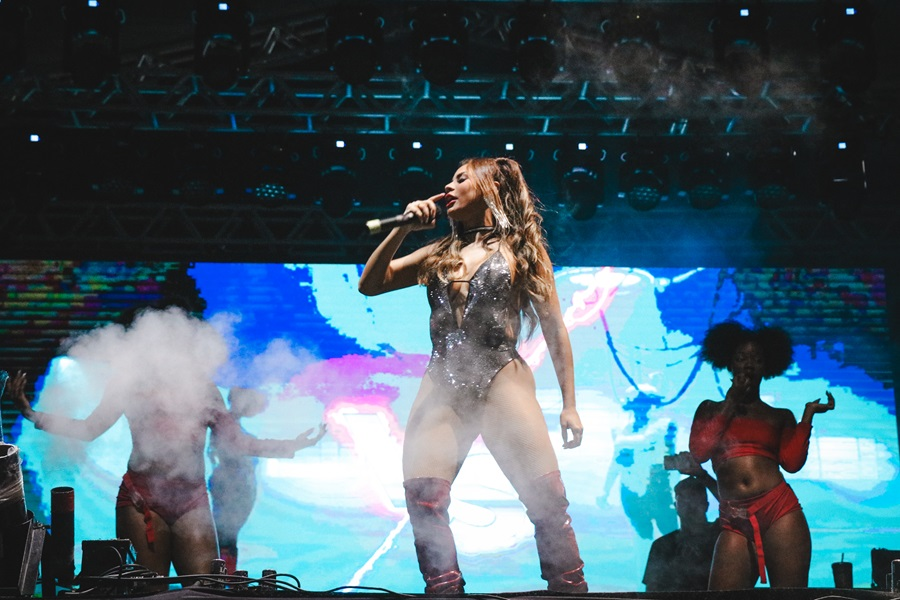
Lexa apresentando-se em Macapá, no Amapá (2024)

Segundo o site Vocal Pop, que não chegou a um consenso sobre seu tipo vocal, Lexa "pode soar determinada e experiente como um mezzo-soprano" e também "extremamente frágil e leve, como um doce soprano". Musicalmente, ela geralmente transita entre o pop e o funk melody. Suas canções também apresentam influências de outros gêneros, incluindo reggae, R&B e electropop. A mulher independente é um tema retratado com frequência na música de Lexa. Questionada sobre o assunto, a cantora se posicionou: "Eu me considero [feminista], sim. Eu acho que a gente pode fazer tudo que a gente se sente bem. Arcando com todas as coisas que a gente fala, com todas as responsabilidades, [...] A mulher já sofre um preconceito historicamente falando. Mulher vive quebrando paradigmas. Mulher no funk é uma quebra brutal do paradigma, sabe? Cantando um estilo feminista então… Eu defendo muito essa bandeira." Sua música também explora temas como amor, relacionamentos e festas.

### Influências
Lexa cita, entre suas principais referências, cantoras como Sandy, Marisa Monte e Ivete Sangalo, apontando Sandy como seu maior ídolo da música brasileira: "A Sandy é minha maior referência. Conheci ela no Superstar, chorei muito. Ela é uma flor. Eu sou como ela, faço a linha romântica, gosto de vestido de cintura alta e adoro cantar músicas de amor." No funk melody, Lexa cita a dupla Claudinho & Buchecha como referência: "Aos três anos eu já ouvia Claudinho & Buchecha e adorava. Sempre gostei de funk, ouvia muito na casa da minha mãe. Por isso eu digo que não escolhi nada, foi o funk que me escolheu". Outras influências importantes da cantora inclui Beyoncé, Alicia Keys, Madonna, Michael Jackson, Katy Perry, Ariana Grande e Demi Lovato, além da banda de rock Guns N' Roses.

## Controvérsias
Em 25 de junho de 2018, reportagens da imprensa brasileira informaram que Lexa fez um show privado (que também teve participação da cantora Ludmilla) para o filho de Teodoro Obiang Nguema Mbasogo, ditador da Guiné Equatorial, conhecido por liderar um dos regimes mais repressores do mundo, segundo a Freedom House. Lexa comentou sobre o show dizendo que "não tinha noção de como seria, pra quem ou como... Foi tão rápido que nem deu tempo de divulgar".

## Vida pessoal
Lexa começou a se relacionar com MC Guimê no final de 2015, quando ele a convidou para uma parceria na canção "Fogo". Em maio de 2018, eles se casaram na cidade de São Paulo. Após o casamento, ela adotou o sobrenome de Guimê, Dantas.
Em 2016, a cantora mudou oficialmente seu nome para Léa Cristina Lexa Araújo da Fonseca, adicionando seu apelido de infância e nome artístico aos documentos de identidade. Em 22 de outubro de 2022, Lexa e MC Guimê anunciaram o fim do casamento, após 7 anos juntos, porém o casal reatou dois meses depois. Em setembro de 2023, a cantora anuncia novamente o fim de seu casamento com MC Guimê.
Desde outubro de 2023, a cantora namora com o ator Ricardo Vianna. Em 31 de outubro de 2024, o casal anunciou que espera o primeiro filho.

## Carnaval
Em 2017, fez sua estréia na Marquês da Sapucaí pela escola Unidos de Vila Isabel.
Foi rainha de bateria da Agremiação Unidos de Bangu por dois anos seguidos e também desfilou como musa da Mocidade Independente de Padre Miguel.  Em julho de 2019, é anunciado que lexa sairia da Unidos de Bangu passando o posto de rainha para sua mãe, Darlin Ferrattry. Sendo assim, segue na avenida como rainha de bateria pela Unidos da Tijuca.

## Discografia
- Disponível (2015)
- Lexa (2020)
- Mania (2024)

## Filmografia

### Televisão
| Ano     | Programa                 | Cargo                   | Nota                                                |
| ------- | ------------------------ | ----------------------- | --------------------------------------------------- |
| 2016    | Saltibum                 | Participante (9º lugar) | Temporada 3                                         |
| 2017    | Dancing Brasil           | Participante (3º lugar) | Temporada 2                                         |
| 2017    | Vai que Cola             | Ela mesma               | Episódio: "Terapia de Casal" Episódio: "Afogamento" |
| 2018    | Dra. Darci               | Valentina               | Episódio: "Fé, Menino"                              |
| 2020    | Verão Multishow          | Apresentadora           |                                                     |
| 2020-21 | TVZ                      | Apresentadora           |                                                     |
| 2021    | No Gás                   | Apresentadora           |                                                     |
| 2021    | Soltos em Floripa        | Comentarista            |                                                     |
| 2021    | Lexa: Mostra Esse Poder  | Ela mesma               | Série documental                                    |
| 2022    | The Masked Singer Brasil | Participante (4º lugar) | Temporada 2                                         |
| 2024    | Dança dos Famosos        | Participante (9º lugar) | Temporada 21                                        |

### Cinema
| Ano  | Filme  | Personagem   |
| ---- | ------ | ------------ |
| 2021 | Sing 2 | Porsha (voz) |

### Web
| Ano     | Programa                | Cargo         | Nota             | Ref.   |
| ------- | ----------------------- | ------------- | ---------------- | ------ |
| 2015–16 | Diário da Lexa          | Si mesma      | Web-documentário | [ 80 ] |
| 2016-17 | Já é Carnaval           | Si mesma      | Web-documentário |        |
| 2017    | Lexa sem Kao            | Si mesma      | Web-documentário |        |
| 2022    | Prêmio Jovem Brasileiro | Apresentadora | Premiação        |        |

## Turnês
Oficiais
- Turnê Disponível (2015–2017)
- Turnê Sacode da Lexa (2018)
- Turnê Só Depois do Carnaval (2019–2020)
- Turnê Bruta (2022–2024)
- Turnê Mania (2024–presente)

Promocionais
- Turnê Fogo (com MC Guimê) (2016)

## Prêmios e indicações
| Ano  | Prêmio                                    | Categoria                | Indicação              | Resultado | Ref.                |
| ---- | ----------------------------------------- | ------------------------ | ---------------------- | --------- | ------------------- |
| 2015 | Meus Prêmios Nick                         | Revelação Musical        | Lexa                   | Indicado  | [ 81 ]              |
| 2015 | Prêmio Jovem Brasileiro                   | Cantora Revelação        | Lexa                   | Venceu    | [ 82 ]              |
| 2015 | Geração Z Awards                          | Música Nacional          | "Posso Ser"            | Indicado  | [ 83 ]              |
| 2015 | Geração Z Awards                          | Clipe Nacional           | "Posso Ser"            | Indicado  | [ 83 ]              |
| 2015 | Geração Z Awards                          | Revelação Nacional       | Lexa                   | Indicado  | [ 83 ]              |
| 2015 | Geração Z Awards                          | Cantora Nacional         | Lexa                   | Indicado  | [ 83 ]              |
| 2015 | Radio Music Awards Brasil                 | Revelação                | Lexa                   | Venceu    | [ 84 ]              |
| 2015 | Radio Music Awards Brasil                 | Melhor Música Emocional  | "Pior Que Sinto Falta" | Indicado  | [ 84 ]              |
| 2015 | Radio Music Awards Brasil                 | Melhor Coreografia       | "Para de Marra"        | Indicado  | [ 84 ]              |
| 2015 | Capricho Awards                           | Revelação Nacional       | Lexa                   | Indicado  | [ 85 ]              |
| 2016 | Radio Music Awards Brasil                 | Artista do Ano           | Lexa                   | Indicado  | [ 86 ]              |
| 2016 | Radio Music Awards Brasil                 | Melhor Coreografia       | "Se Eu Mandar" – Lexa  | Indicado  | [ 86 ]              |
| 2018 | International Golden Panther Music Awards | Best Brazilian Artist    | Lexa                   | Indicado  | [carece de fontes?] |
| 2019 | MTV Millennial Awards Brasil              | Danceokê                 | "Sapequinha"           | Indicado  | [ 87 ]              |
| 2019 | Prêmio Jovem Brasileiro                   | Feat do ano (com Glória) | "Provocar"             | Indicado  |                     |
| 2019 | Prêmio Jovem Brasileiro                   | Hit do ano               | "Provocar"             | Indicado  |                     |
| 2019 | Prêmio Multishow de Música Brasileira     | Clipe TVZ do ano         | "Amor Bandido"         | Indicado  |                     |
| 2020 | MTV Millennial Awards Brasil              | Feat Nacional            | "Combatchy"            | Venceu    |                     |
| 2020 | Prêmio Jovem Brasileiro                   | Melhor Cantora           | Lexa                   | Indicado  |                     |
| 2020 | Prêmio Jovem Brasileiro                   | Hino do Ano              | "Combatchy"            | Indicado  |                     |
| 2020 | Prêmio Jovem Brasileiro                   | Melhor Feat              | "Combatchy"            | Venceu    |                     |
| 2020 | Prêmio Jovem Brasileiro                   | Melhor Feat              | "Chama Ela"            | Indicado  |                     |
| 2022 | Prêmio Jovem Brasileiro                   |                          |                        |           |                     |
| 2022 | Prêmio Jovem Brasileiro                   | Melhor Cantora           | Lexa                   | Indicado  |                     |
| 2022 | Prêmio Jovem Brasileiro                   | Show do Ano              | Lexa                   | Indicado  |                     |
| 2022 | Prêmio Jovem Brasileiro                   | Musa PJB                 | Lexa                   | Venceu    |                     |